# N13 (Kamerun)
Die N13 ist eine Fernstraße in Kamerun, die in Guidjiba an der Ausfahrt der N1 beginnt und in Gidjiba an der Grenze nach Tschad endet. Sie ist 243 Kilometer lang.